# NGC 7753
NGC 7753 (другие обозначения — PGC 72387, UGC 12780, IRAS23445+2911, MCG 5-56-5, ARAK 585, ZWG 498.10, VV 5, KCPG 591B, ARP 86) — галактика в созвездии Пегас.
Этот объект входит в число перечисленных в оригинальной редакции «Нового общего каталога», а также включён в атлас пекулярных галактик.
В галактике вспыхнула сверхновая SN 2013Q типа Ia, её пиковая видимая звездная величина составила 17,5.
В галактике вспыхнула сверхновая SN 2015ae типа II, её пиковая видимая звездная величина составила 17,3.
В галактике вспыхнула сверхновая SN 2006ch типа Ia, её пиковая видимая звездная величина составила 16,5.